# Habenaria alterosula
Habenaria alterosula är en orkidéart som beskrevs av Snuv. och Lübbert Ybele Theodoor Westra. Habenaria alterosula ingår i släktet Habenaria och familjen orkidéer. Inga underarter finns listade i Catalogue of Life.